# زاولاکا
زاولاکا (به صربی: Zavlaka) یک منطقهٔ مسکونی در صربستان است که در کروپانگ واقع شده‌است.